# ایژین پینتس
ایژین پینتس (انگلیسی: Asian Paints) شرکت صنایع شیمیایی هندی است، که در سال ۱۹۴۲ تأسیس شد.